# Riforme prussiane

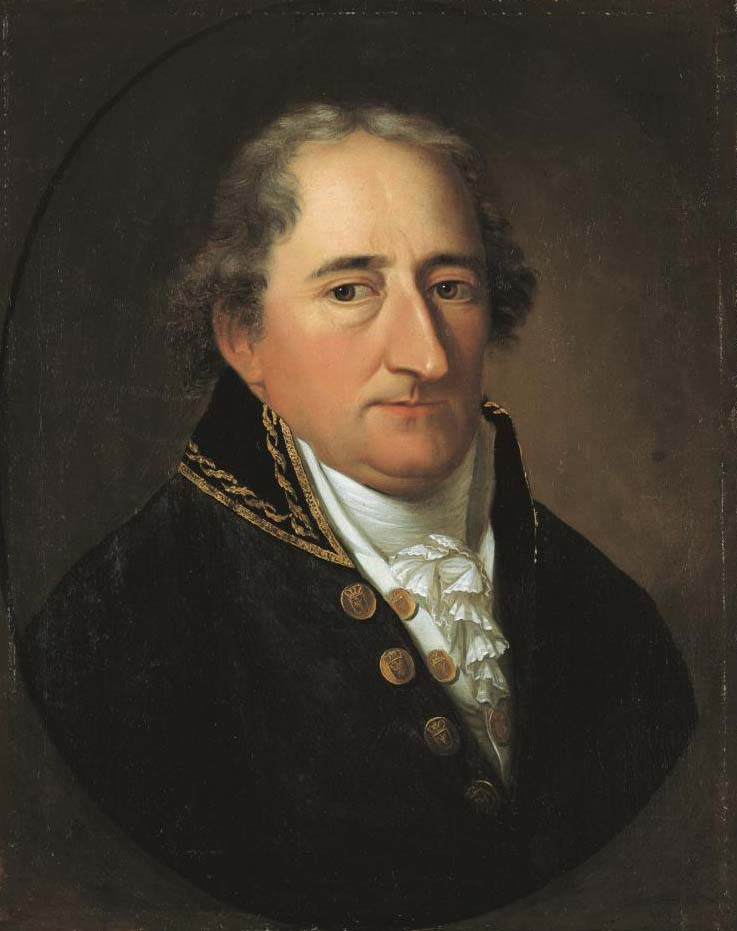
Porträt des Freiherrn Karl vom und zum Stein als preußischer Minister

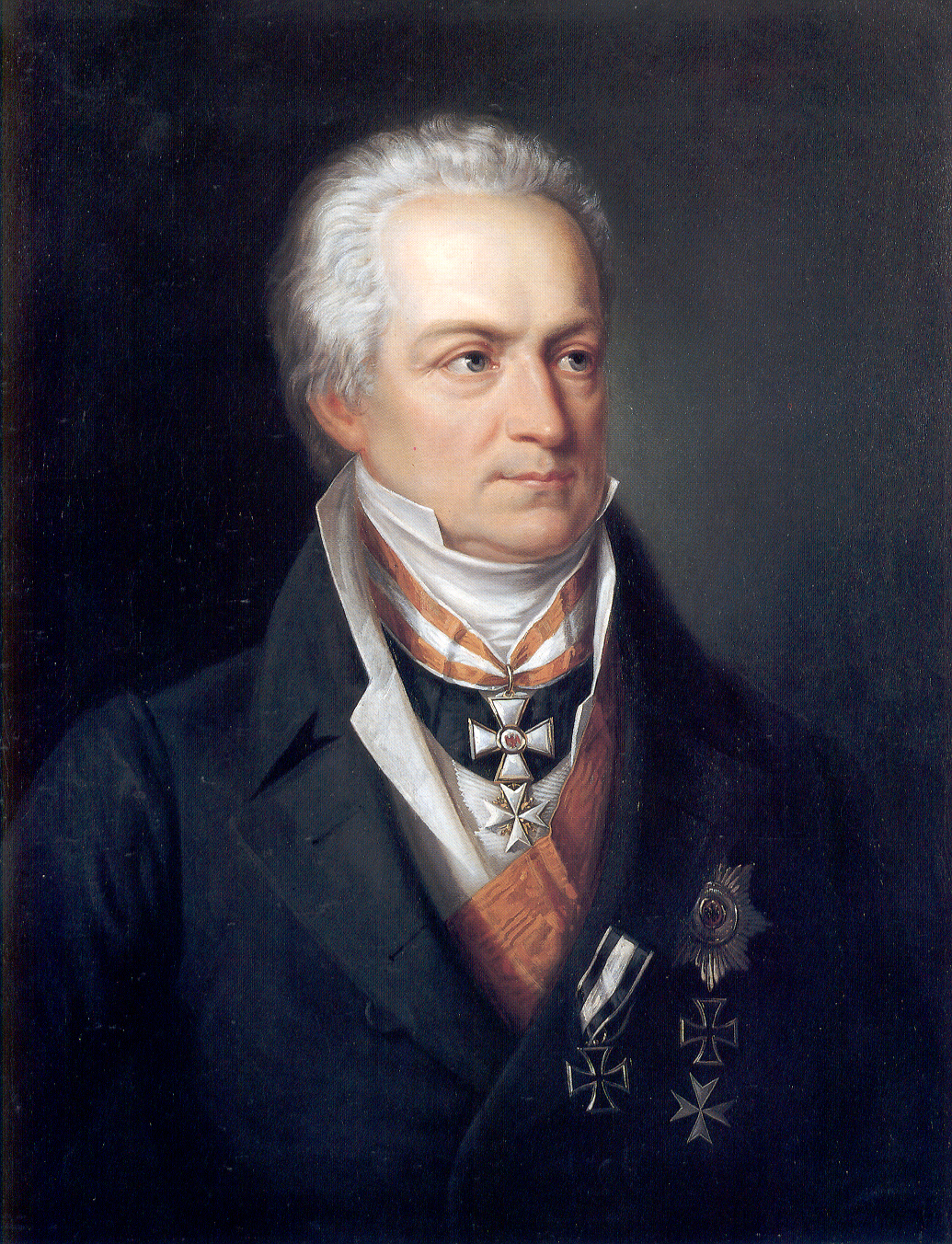
Fürst Hardenberg

Le Riforme prussiane o Riforme di Stein-Hardenberg sono le riforme introdotte negli anni 1807-1815 che crearono le basi per la trasformazione della Prussia da uno stato assolutista latifondista e agrario a uno stato nazionale e industriale illuminato.
Il crollo della Prussia nel 1806/1807, dopo le battaglie di Jena, di Auerstedt e la Pace di Tilsit, costrinse il re Federico Guglielmo III di Prussia a introdurre delle riforme, che i suoi ministri Heinrich Friedrich Karl von Stein e Karl August von Hardenberg avviarono come una "rivoluzione dall'alto". Il primo pilastro delle riforme fu l'affrancamento dei contadini, l'uguaglianza dei cittadini, l'autoamministrazione delle città da parte di rappresentanti eletti, la riorganizzazione dell'amministrazione statale da parte di ministri specializzati responsabili, l'introduzione della libertà di commercio e della parità di diritti per gli ebrei.
Il secondo pilastro comprendeva la riforma dell'istruzione, di cui era responsabile Wilhelm von Humboldt. Egli rinnovò il sistema educativo nello spirito dell'Umanesimo, impose l'obbligo scolastico e fondò l'Università di Berlino.
Il terzo pilastro fu la riforma dell'esercito avviata da Gerhard von Scharnhorst, August Neidhardt von Gneisenau e Hermann von Boyen che modernizzarono l'esercito prussiano, abolirono le punizioni corporali per i soldati e introdussero la coscrizione.
Storicamente, le riforme prussiane sono considerate complessivamente un successo perché non solo hanno reso possibili le guerre di liberazione del 1813-1815, ma hanno anche creato i presupposti per la Rivoluzione di marzo del 1848-1849.

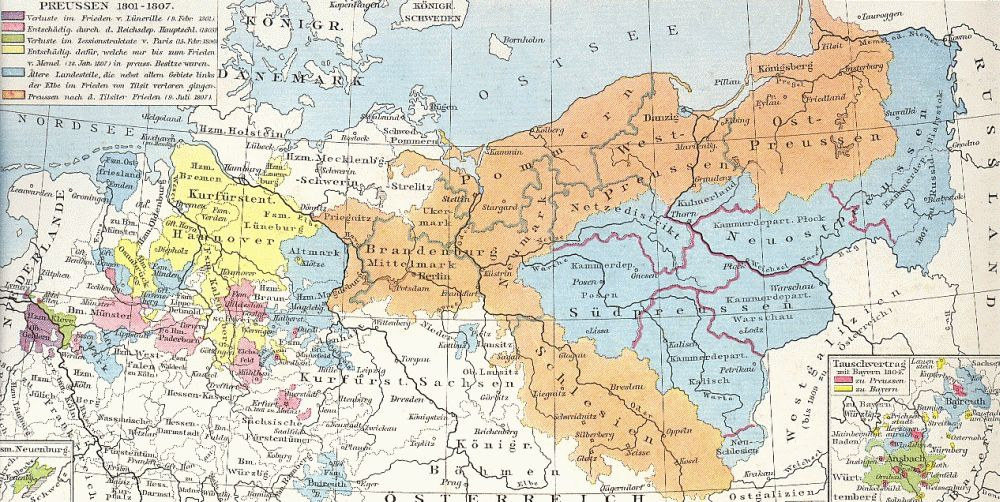
Prussia 1807 in arancione. Le perdite territoriali dello Stato prussiano tra il 1801 e il 1807 negli altri colori

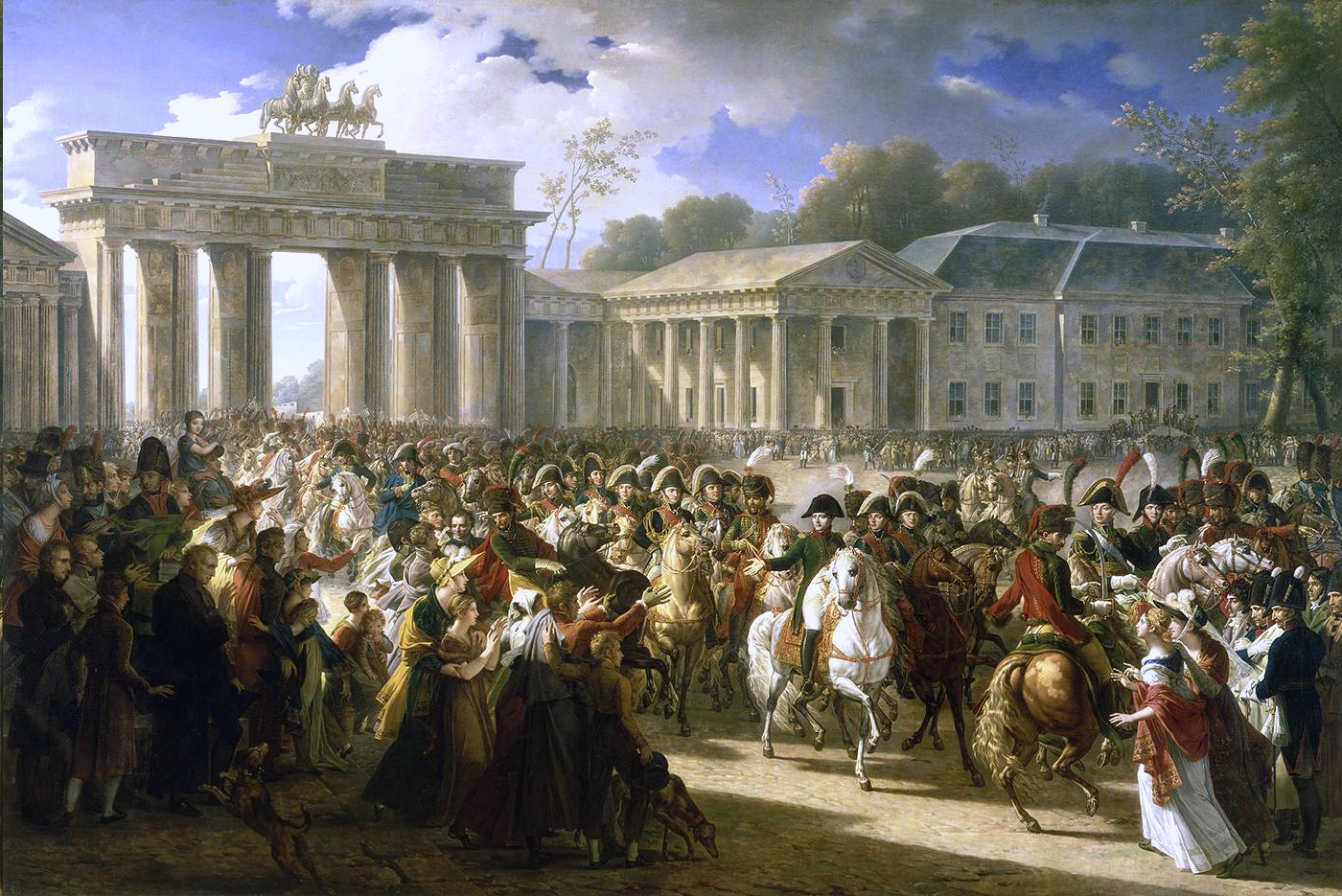
L'ingresso di Napoleone a Berlino, il 27 ottobre 1806, rese evidente la crisi del vecchio stato prussiano (dipinto storico di Charles Meynier, 1810)

## Ragioni, motivazioni e obiettivi delle riforme

### Il collasso e l'obiettivo di una "riforma dall'alto"
La sconfitta del 1806 non fu solo una conseguenza di decisioni sbagliate o del genio militare di Napoleone, ma aveva anche ragioni strutturali interne alla Prussia. Nel XVIII secolo, la Prussia era il classico Stato dell'assolutismo illuminato in Germania. I possedimenti e gli altri poteri privati, in occidente e nel sud, non esistevano quasi più. All'epoca di Federico II, la Prussia era un Paese relativamente progressista e orientato alle riforme. Soprattutto dopo la morte di Federico II, il sistema assolutista cominciò a incrinarsi e le riforme si arenarono. Ciò fu causato in particolare dalla mancanza di modernizzazione sociale. La legge fondiaria per gli Stati prussiani del 1794 mirava a vincolare lo Stato e la società civile al diritto e alla giustizia ma, allo stesso tempo, fissava complessivamente l'ordine feudale. Sebbene la servitù della gleba fosse stata abolita nei possedimenti statali, non fu abolita nelle grandi proprietà a est dell'Elba e nei possedimenti nobiliari.
La necessità di riformare lo Stato prussiano era evidente a molti osservatori e alti funzionari già prima della guerra del 1806 e si evinceva anche nei rapporti di Stein e Hardenberg. Di conseguenza, nel gennaio del 1807, Federico Guglielmo III rimosse Stein dalla carica di ministro dell'Economia e delle Finanze.
Tuttavia, il crollo completo della Prussia in seguito alle sconfitte subite da Napoleone a Jena e Auerstedt, resero inevitabili le necessarie riforme. Con la Pace di Tilsit, il Paese perse circa la metà della sua superficie soprattutto nelle aree a ovest dell'Elba e i territori annessi nelle ultime spartizioni polacche. In questo modo il vecchio Stato prussiano era di fatto scomparso.
In questa situazione, i riformatori della burocrazia e dell'esercito ebbero la meglio sulle parti conservatrici e restauratrici della burocrazia e sulla nobiltà. Gli obiettivi dei riformatori furono definiti nel Memorandum di Riga del 1807, formulato essenzialmente da Barthold Georg Niebuhr, Karl vom Stein zum Altenstein e Theodor von Schön. Essi affermarono che la rivoluzione aveva dato ai francesi uno slancio del tutto nuovo. "Tutte le forze sopite furono risvegliate, i miseri e i deboli, i pregiudizi e le infermità obsolete furono distrutti". Anche la Prussia, secondo lui, non aveva altra scelta che riformarsi profondamente. "L'illusione che si possa tendere con maggior sicurezza verso la rivoluzione aderendo al vecchio e perseguendo rigorosamente i principi da esso affermati, ha contribuito in modo particolare a promuovere la rivoluzione e a darle un'estensione sempre maggiore...La forza di questi principi è così grande, è così universalmente riconosciuta e diffusa, che lo Stato che non li accetta deve affrontare o la propria caduta o l'accettazione forzata di essi; sì, anche l'avidità e la bramosia di onore e di potere di Napoleone e dei suoi favoriti assistenti è subordinata a questa forza e rimarrà tale anche contro la loro volontà. Né si può negare che, nonostante il ferreo dispotismo con cui governa, in molti aspetti essenziali egli segua quei principi o almeno sia costretto a render loro omaggio in apparenza".
Da ciò gli autori concludevano: "Quindi una rivoluzione nel senso buono del termine, che porti al grande obiettivo di innalzare l'umanità, attraverso la saggezza del governo e non attraverso un'implosione violenta dall'interno o dall'esterno - questo è il nostro obiettivo, il nostro principio guida".
Fu proprio Napoleone a spingere il re a riportare Stein a capo del governo nel settembre 1807 poiché lo credeva un sostenitore della sua politica. Anche il Partito della Riforma in Prussia fece pressioni per la nomina di Stein. Tuttavia, quest'ultimo impose condizioni serie che richiedevano al re di acconsentire in anticipo a riforme fondamentali come l'abolizione del sistema dei gabinetti reali e ciò implicava che il governo dovesse essere portato avanti solo dai ministri che avevano il diritto di presentarsi direttamente al re. Stein, che concettualmente sosteneva strutture di governo collegiali, chiese e ottenne da Federico Guglielmo III la carica di ministro anziano con autorità diretta sull'amministrazione civile. Stein inoltre aveva diritto di controllo sugli altri dipartimenti.
Quando Napoleone si rese conto che Stein era un avversario temibile, fece di tutto per eliminarlo e infine Stein fu costretto a lasciare la Prussia. Egli ebbe così poco più di un anno, fino a novembre 1808, per portare avanti la sua politica di riforme.

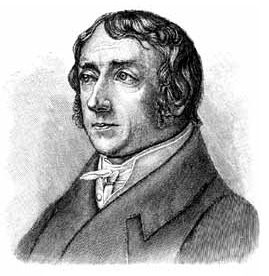
Lo storico Barthold Georg Niebuhr fu uno degli autori del Memorandum di Riga, una delle basi programmatiche della politica di riforma.

### Il pensiero politico di Stein e Hardenberg
Stein e Hardenberg non solo influenzarono successivamente la direzione politica, ma rappresentarono anche due approcci tendenzialmente diversi. A differenza delle riforme negli stati della Confederazione del Reno, l'approccio di Stein fu più anti-illuminista, tradizionalista e si basava sulla critica all'assolutismo nobiliare e sui modelli inglesi, in particolare la Gloriosa Rivoluzione del 1688. Era scettico nei confronti delle burocrazie centralizzate e sosteneva la collegialità nell'amministrazione e la decentralizzazione. Insieme ad altri leader delle riforme, perseguiva "una politica di modernizzazione difensiva, non con, ma contro Napoleone."
Hardenberg, che sostituì Stein ma che fu anche suo predecessore, era invece più influenzato dalle tradizioni dell'Illuminismo. Adottò i principi della Rivoluzione francese e suggestioni della pratica di governo napoleonica più fortemente rispetto a Stein.
Tuttavia, queste differenze comportarono solo uno lieve spostamento dell'attenzione all'interno delle forze riformatrici: le iniziative erano correlate per quanto concerneva tempi, contenuti e obiettivi tanto che il termine "riforme Stein-Hardenberg" è effettivamente del tutto giustificato.
In termini di politica economica, i riformatori furono fortemente influenzati da Adam Smith

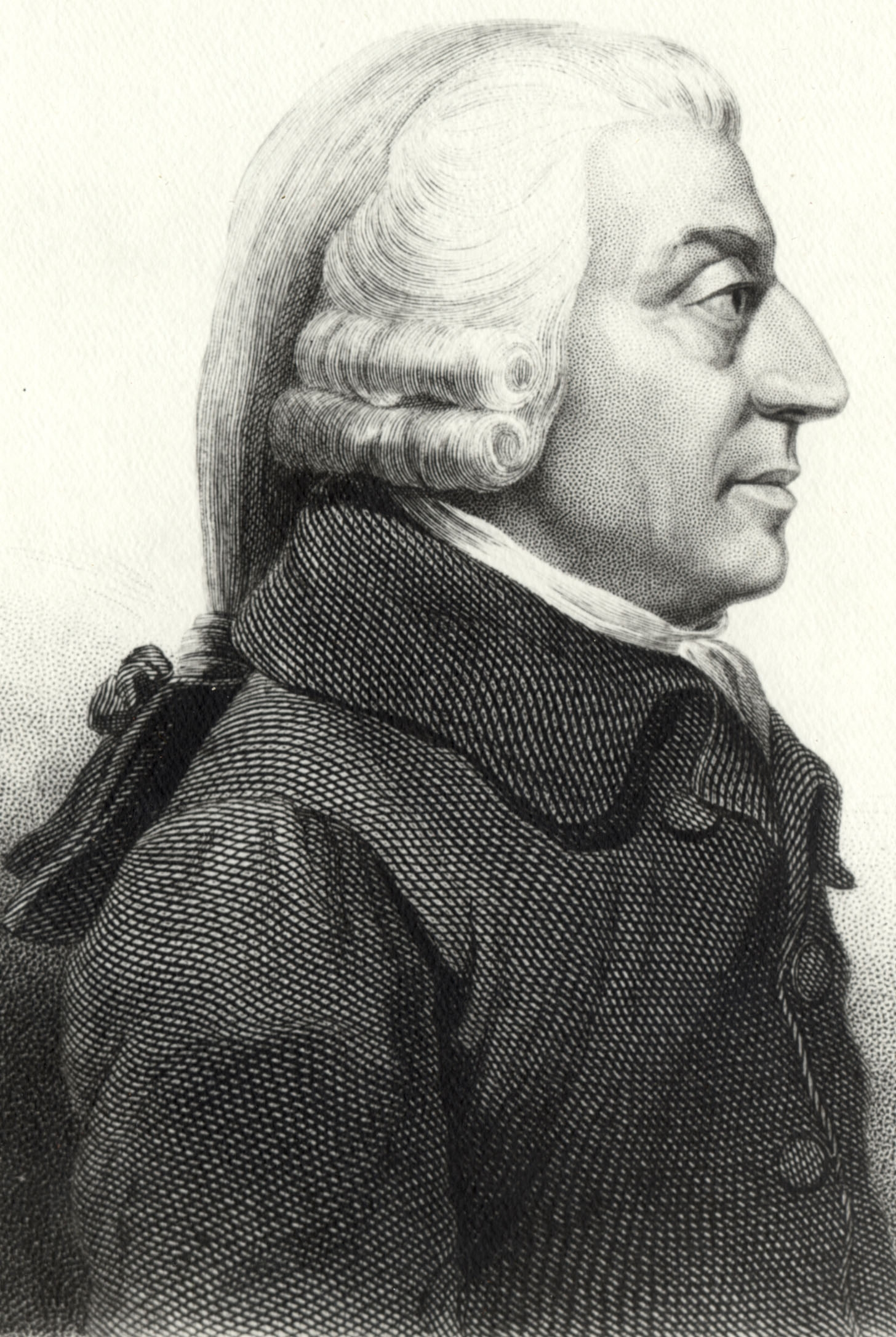
In materia di politica economica, i riformatori hanno tratto ispirazione dalle teorie di Adam Smith.

### Principali campi d'azione
In sostanza, le riforme organiche erano una sintesi tra il vecchio e il nuovo. L'obiettivo era quello di smantellare le strutture ormai inefficaci dello stato assolutista. Al contrario, doveva emergere uno Stato con opportunità di coinvolgimento dei cittadini sulla base della libertà personale e dell'uguaglianza di fronte alla Legge. L'obiettivo principale della dirigenza statale era quello di rendere possibile il percorso di liberazione dalla dominazione francese de facto e il riemergere come grande potenza attraverso un rinnovamento dall'interno. Un punto centrale era rappresentato dalle opportunità di partecipazione dei cittadini allo Stato attraverso l'introduzione dell'autoamministrazione nelle province, nei distretti e nei comuni. Secondo il Memorandum di Nassau di Stein, l'obiettivo era: "la rivitalizzazione dello spirito pubblico e dello spirito civico, l'uso di poteri sopiti e mal indirizzati e di conoscenze disperse, l'armonia tra lo spirito della nazione, i suoi punti di vista e le sue esigenze e quelli delle autorità statali, la rinascita dei sentimenti per la patria, l'indipendenza e l'onore nazionale".
I sudditi dovevano trasformarsi in cittadini che avrebbero rappresentato la ragione dello Stato. Tuttavia i doveri erano più rilevanti dei diritti. Inoltre, le idee di autogoverno di Stein erano ancora basate sulla proprietà. Alla fine si raggiunse un compromesso tra le idee di un moderno sistema di rappresentanza e gli interessi delle proprietà. La vecchia struttura corporativa di clero, nobiltà e borghesia fu sostituita da nobiltà, borghesia e contadini. Il diritto di voto doveva essere esteso ai contadini liberi. Quest'ultimo punto era quindi un pilastro dell'emancipazione contadina.

### Politiche di riforma: generalità
Nel breve periodo in cui Stein occupò la posizione al vertice di governo, furono emanate le leggi fondamentali, sebbene la legge organica sull'amministrazione dello Stato fu pubblicata solo nel 1808, dopo la sua caduta. Il mandato di Stein comprende l'Editto di ottobre del 1807 riguardante l'affrancamento dei contadini e l'Ordinanza sulle città del 1808. Dopo un breve periodo di transizione sotto Karl vom Stein zum Altenstein, Hardenberg assunse la guida della politica. Dal 1810 ricoprì il titolo di Cancelliere di Stato, carica che mantenne fino al 1822. Il suo mandato vide il completamento della riforma agraria con gli Editti di Regolamentazione del 1811 e del 1816 e l'Ordinanza di Riscatto del 1821. A ciò si aggiunsero le leggi sulla riforma del commercio. Tra questi, in particolare, l'editto sulle tasse commerciali del 2 novem bre 1810 e la legge sulla polizia commerciale del 1811, seguiti nel 1818 dalle leggi doganali che abolirono i dazi doganali interni. Le riforme sociali includevano l'Editto di emancipazione del 1812 per i cittadini ebrei. Nonostante i punti di partenza e gli obiettivi diversi, anche negli Stati della Confederazione del Reno si realizzarono riforme analoghe, anche se non furono applicate alle riforme militari e all'istruzione. Nel contesto di tendenze restauratrici, la politica di riforma in Prussia si interruppe nel 1819 - 1820.
Tuttavia, i punti centrali delle riforme attuate rimasero invariate. Gneisenau precisò che la Prussia doveva basarsi sul "triplice primato delle armi, della scienza e della costituzione".

## Riforme statali e amministrative

### Burocrazia e governo
La riforma dell'amministrazione e della struttura statale fu particolarmente importante per le forze riformatrici. Prima del 1806 di fatto non esisteva uno stato prussiano ma c'erano vari paesi, province e stati che erano tenuti insieme solo dalla persona del re; non esisteva un'amministrazione unificata ma solo una serie di uffici parzialmente legati al programma e altri in parte legati alle province e la coordinazione fra essi era insufficiente. Ad esempio, non c'era una visione complessiva della situazione finanziaria. Erano attivi i ministri ma accanto ad essi c'era il consiglio di gabinetto del re. Le decisioni reali si basavano per lo più sui suggerimenti dei consiglieri personali e dei consiglieri di gabinetto.
Con l'inizio dell'era di Stein, gli Stati prussiani si unificarono in un unico Stato prussiano. Venne inoltre abolito il vecchio sistema di gabinetto. Al posto di autorità superiori con funzioni poco chiare, come il Direttorio generale, nel 1808 fu creato un Ministero dello Stato strutturato chiaramente secondo il principio dei dipartimenti. I ministri dell'Interno, degli Esteri, delle Finanze, della Giustizia e della Guerra, ad esempio, erano responsabili e rispondevano al re. Le modifiche avevano un significato che andava oltre la creazione di una gestione statale più efficiente. Il tardo assolutismo prussiano fu ora sostituito da un doppio governo burocratico-monarchico. In questo, i ministri avevano una posizione di forza e, all'epoca della riforma, superarono persino l'influenza del re. Quest'ultimo poteva governare solo con i suoi ministri e attraverso di loro. Durante il periodo di Stein, il Ministero dello Stato era organizzato in modo collegiale e non esisteva la figura del primo ministro. La situazione cambiò con Hardenberg, che ricopriva la carica di Cancelliere di Stato e come tale controllava l'accesso dei ministri al re.
Anche al di sotto dei vertici dello Stato si attuarono cambiamenti di vasta portata. Nel 1815 la Prussia fu divisa in dieci province e venticinque distretti amministrativi.
Come i ministeri statali anche i governi erano divisi in dipartimenti. A differenza degli Stati della Confederazione del Reno, i presidenti di governo non avevano competenze vaste ma presiedevano come primus inter pares un collegio di governo concepito per la condivisione e la costruzione del consenso.
In questo contesto, anche la magistratura e l'amministrazione furono definitivamente separate. Nel caso di atti amministrativi, gli interessati avevano il diritto di ricorrere ma tuttavia le decisioni venivano prese all'interno della struttura burocratica e non c'era alcun controllo legale dell'amministrazione. L'ulteriore aumento dei documenti scritti, la registrazione nei fascicoli delle procedure significò un'ulteriore restrizione dell'azione amministrativa informale.
L'organizzazione interna dell'amministrazione pubblica divenne in seguito il modello per altri Stati tedeschi e per le grandi aziende. Durante il periodo della riforma, la funzione pubblica, così come esiste da allora in Germania con solo leggere modifiche, ha assunto la sua struttura fondamentale. Lo Stato pagava ai dipendenti pubblici uno stipendio regolare e adeguato per tutta la vita. Questo li rese meno dipendenti da entrate aggiuntive e meno suscettibili alla corruzione. In relazione alla concessione del lavoro per tutta la vita, tuttavia, il datore di lavoro esigeva anche fedeltà e devozione incondizionate.
Privilegio e disciplina erano strettamente legati. Furono creati regolamenti di carriera, piani di servizio, requisiti di assunzione legati a determinati titoli di studio e regolamenti d'esame. Ciò aumentò la concorrenza tra i candidati e, nello stesso tempo, le assunzioni diventarono vincolate a criteri oggettivi e non più determinate da chi aveva il potere di decidere. Questa pratica rafforzò il principio del merito.
Anche i candidati aristocratici provenienti dalle posizioni più elevate dell'amministrazione pubblica non poterono più sfuggire a questa regola. Tuttavia, la modernizzazione dell'amministrazione nei decenni successivi fu sempre più criticata dall'opinione pubblica liberale, soprattutto durante il Vormärz, come una burocratizzazione onnipervasiva.
Un obiettivo importante dei riformatori era anche la diffusione amministrativa all'intero Paese. Nelle campagne, in particolare, esistevano ancora diritti provilegiati dell'aristocrazia accanto allo Stato che ne impedivano la realizzazione. Con l'Editto della gendarmeria del 1812, i distretti furono creati come strutture amministrative uniche per le unità territoriali composte da villaggi, piccole città e distretti di proprietà privata. Inizialmente, i distretti erano direttamente integrati nel controllo statale. Non erano più guidati da consiglieri distrettuali aristocratici, ma da direttori del distretto eservitavano ampia autorità. Furono aggiunti sei deputati distrettuali per rappresentare la popolazione. I tribunali patrimoniali della nobiltà furono sostituiti dall'amministrazione giudiziaria statale.
La riforma dei distretti fu uno degli attacchi più profondi dei riformatori ai privilegi nobiliari e, alla fine, fallì in gran parte anche a causa della feroce resistenza dell'aristocrazia. Nel 1816, l'aristocrazia riuscì a imporre che il capo del distretto, che ora occupava nuovamente la posizione di comando, dovesse di norma provenire dai ranghi dei proprietari terrieri locali. Questo portò al rafforzamento della posizione della nobiltà nelle campagne.

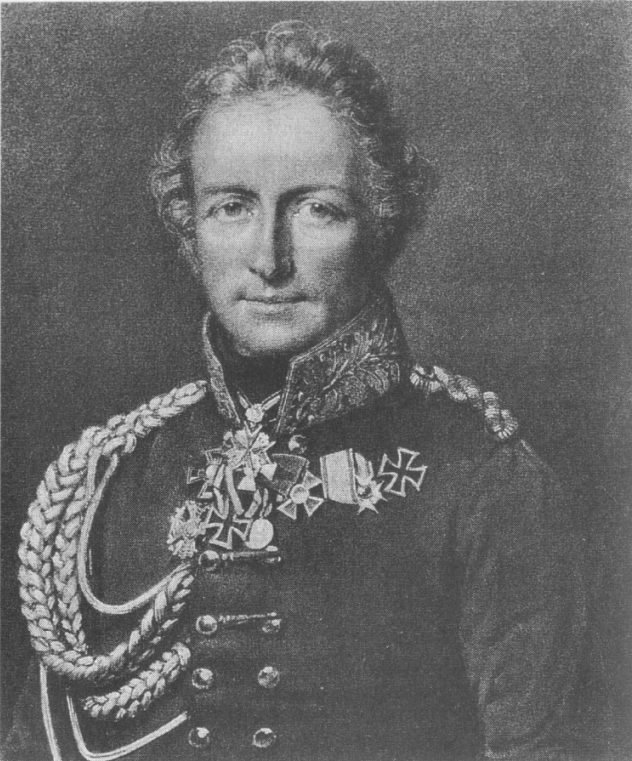
Friedrich August Ludwig von der Marwitz fu una delle figure di spicco dell'opposizione aristocratica.

### Rappresentanza dello Stato
Oltre al Ministero di Stato, Stein prevedeva di istituire anche un Consiglio di Stato. I membri dovevano essere ministri in carica ed ex ministri. Inoltre il Consiglio era composto anche da altri alti funzionari, i principi della casa reale e persone nominate dal re. L'organismo fu concepito come una sorta di parlamento sostitutivo con estesi diritti decisionali. Come pilastro della burocrazia, il Consiglio di Stato avrebbe dovuto impedire una ricaduta nell'assolutismo e il rafforzamento degli interessi feudali. Già nel 1808 divenne evidente che il Consiglio di Stato non funzionava adeguatamente. Nel 1810 Hardenberg lo declassò a organo consultivo.
In modo analogo all'introduzione dell'autogoverno delle città, Hardenberg progettò una rappresentanza nazionale a livello statale. Questi progetti prevedevano anche un insieme di possedimenti e di elementi rappresentativi. Una prima assemblea di notabili si riunì nel 1811, seguita da una seconda nel 1812 ed era composta da diciotto nobili proprietari terrieri, dodici proprietari terrieri urbani e nove rappresentanti dei contadini scelti in base alle proprietà. La ragione della composizione delle tenute era anche di natura molto pratica, soprattutto fiscale. Per poter pagare gli elevati contributi di guerra, lo Stato dipendeva fortemente dai prestiti della nobiltà. I prestiti esteri, d'altra parte, erano disponibili solo se i rappresentanti dello stato si assumevano la responsabilità del rimborso.
Dopo la convocazione delle assemblee provvisorie, divenne presto evidente che i deputati non avevano a cuore solo gli interessi generali dello Stato, ma volevano anche far valere gli interessi dei loro possedimenti. La nobiltà in particolare, che vedeva le proprie prerogative minacciate dalle riforme, cercò di usare le assemblee come arma di opposizione ai cambiamenti. Alla loro guida c'erano Friedrich August Ludwig von der Marwitz e Friedrich Ludwig Karl Finck von Finckenstein. La loro resistenza si spinse a tal punto che il governo li fece addirittura arrestare per un breve periodo. Lo storico Reinhart Koselleck ha sostenuto l'ipotesi che con l'istituzione definitiva di una rappresentanza nazionale degli Stati, ulteriori riforme sarebbero state impossibili. Alla fine delle riforme, esistevano contee e rappresentanze provinciali (parlamenti provinciali) su base corporativa e un'analoga autoamministrazione urbana. La mancata creazione di una rappresentanza nazionale ebbe conseguenze considerevoli per l'ulteriore sviluppo interno della Prussia e della Confederazione tedesca. Mentre gli Stati tedeschi meridionali della Confederazione del Reno si trasformarono in Stati costituzionali, la Prussia rimase senza un parlamento nazionale fino al 1848.

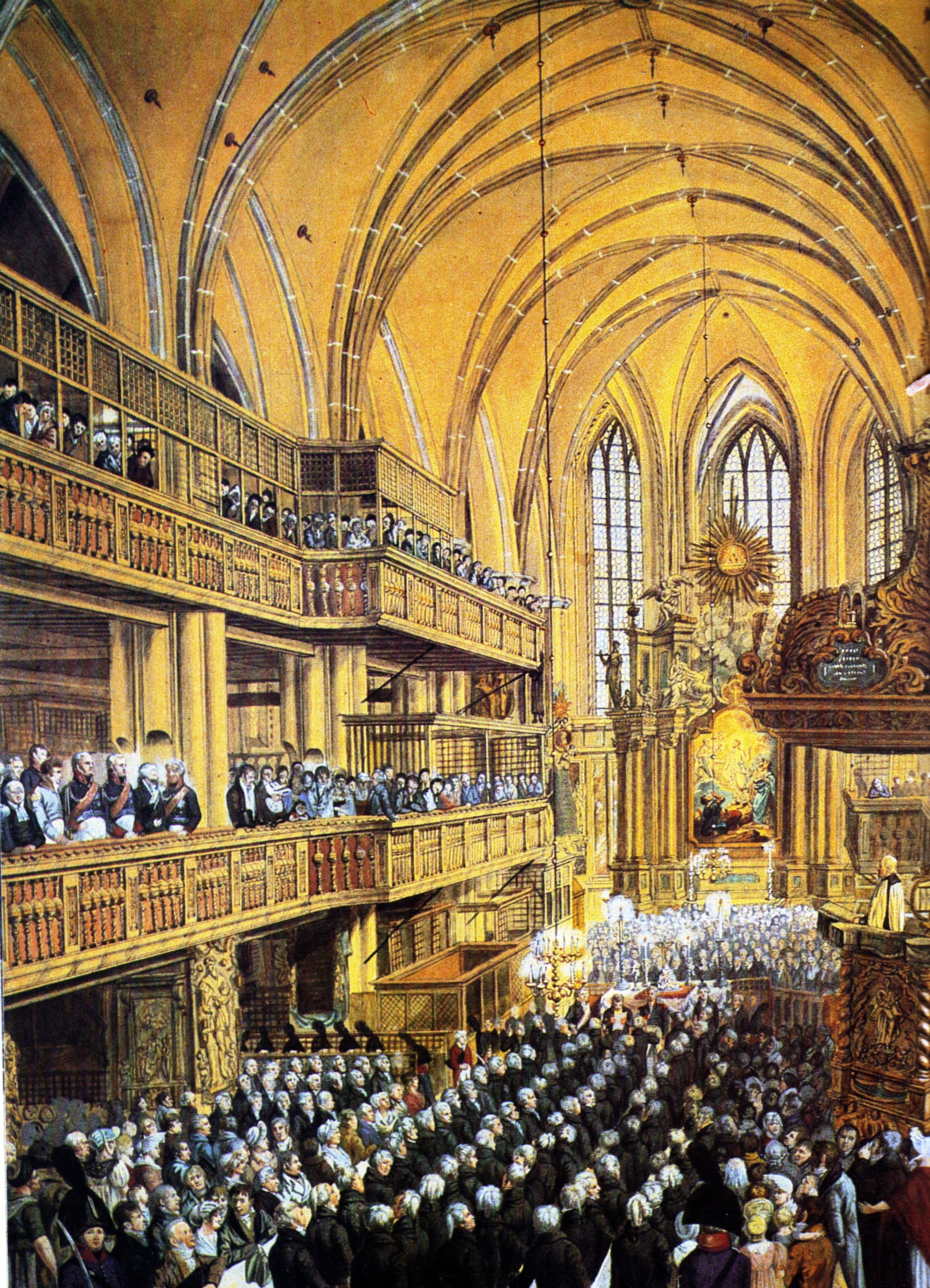
"Servizio religioso festivo per il giuramento della prima assemblea dei consiglieri comunali di Berlino il 6 luglio 1809 nella chiesa di Nikolaikirche a Berlino (Friedrich August Calau)

### La riforma delle città
Le città della Prussia che sorgevano a est dell'Elba erano controllate direttamente dallo Stato fino al periodo della riforma. Dove gli organi di autogoverno esistevano ancora di nome, avevano poca influenza o erano del tutto privi di significato. Con l'"Ordinanza per tutte le città della monarchia prussiana" del 19 novembre 1808, Stein continuò in parte queste vecchie tradizioni, eliminando i privilegi speciali e sottoponendo tutte le città allo stesso regolamento. Fu inoltre abolita la sovranità municipale residua, ad esempio nella polizia e nel sistema giudiziario.

Al centro della riforma dei comuni del 1808 vi era l'ideale dell'autogoverno. Le città non dovevano più essere esclusivamente subordinate allo Stato, ma i cittadini dovevano essere in grado di gestire i propri affari in autonomia. È in questo ambito che il rifiuto di Stein di una burocrazia centralizzata si esprime più chiaramente. Stein sperava, infatti, anche in un effetto educativo. L'autogoverno avrebbe dovuto risvegliare nei cittadini l'interesse per gli affari pubblici e questo, in ultima analisi, avrebbe portato benefici allo Stato nel suo complesso. Johann Gottfried Frey, richiamando le tappe essenziali della riforma, scrisse: "La fiducia nobilita l'uomo, l'eterna tutela ne inibisce la maturazione".
I rappresentanti della città erano considerati i rappresentanti di tutta la comunità e non di un gruppo privilegiato. Il diritto di voto era legato a un reddito relativamente basso. I consiglieri comunali potevano essere eletti da tutti i cittadini che possedevano terreni, dai possessori di un'attività commerciale che avevano un reddito di almeno 200 talleri nelle città più grandi e di 150 talleri nelle città più piccole, o che pagavano una tassa. Il diritto dei cittadini di votare e di candidarsi alle elezioni comportava anche l'obbligo di condividere gli oneri comunali e di assumere a titolo gratuito le cariche pubbliche comunali. Chi non si adeguava poteva perdere il diritto di voto ed essere soggetto a maggiori tasse cittadine. Gli eletti, in numero proporzionali alle dimensioni delle città e senza alcuna particolare attenzione per le corporazioni e le gilde, restavano in carica tre anni. Due terzi dei consiglieri comunali dovevano essere proprietari immobiliari nella loro circoscrizione. Il primo consiglio comunale di Berlino del 1809 comprendeva 102 deputati. Tra le principali responsabilità dei rappresentanti cittadini vi era la scelta della Magistratura. Questi era l'organo di esecuzione collettivo dell'amministrazione cittadina guidato dal sindaco la cui elezione, come quella dei membri della Magistratura, doveva essere confermata dal governo statale. Per i diversi settori amministrativi venivano istituite commissioni. Il compito principale dell'autogoverno derivava era costituito dalla responsabilità per il bilancio cittadino.
Nonostante questo approccio alla costituzione rappresentativa, vi furono ancora elementi di privilegio. Pertanto rimase in vigore la distinzione tra gruppi diversi. I proprietari terrieri e i commercianti erano obbligati ad acquisire la cittadinanza. L'obbiettivo centrale dell'autoamministrazione derivava dalla responsabilità del bilancio comunale. La polizia tornò ad essere di competenza dei comuni, come amministrazione commissariale.
In linea di principio, la cittadinanza era aperta a tutti. Tra questi c'erano le classi inferiori urbane che, nella Legge fondiaria generale, venivano indicate come persone sotto tutela, e gli indigenti. Si trattava di persone che venivano impiegate nel servizio civile e che, prima del periodo della riforma, non erano soggette alla giurisdizione urbana ma a quella statale. Tuttavia, a causa dei costi che ciò comportava, le classi più basse e gli indigenti in particolare, erano raramente in grado di avvalersi del diritto di acquisire la cittadinanza urbana.
Solo con la revisione dell'ordinanza cittadina del 1831 si cercò di sostituire il comune dei cittadini con il comune dei residenti. Nel complesso, l'autogoverno rimase nelle mani degli artigiani e dei mercanti che vivevano nelle città fino al Vormärz. Nelle grandi città, i cittadini a pieno titolo e le loro famiglie costituivano circa un terzo della popolazione totale. Nonostante queste restrizioni, le riforme rappresentarono un passo avanti verso un moderno autogoverno municipale. L'introduzione effettiva dell'Ordinanza cittadina aggiornata richiese ancora diversi anni; a Münster, ad esempio, avvenne nel 1835 e nelle piccole città del distretto amministrativo di Münster nel 1837.
Il tentativo di introdurre strutture simili a quelle della città anche nelle comunità rurali fallì a causa della resistenza dell'aristocrazia.

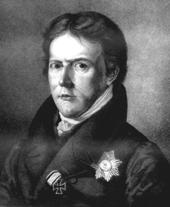
Wilhelm Anton von Klewitz ha partecipato alla elaborazione delle riforme amministrative in Prussia e ha ricoperto la carica di Ministro delle Finanze dal 1817.

## Riforma fiscale e doganale
La riforma fiscale fu un problema centrale della politica durante il periodo della riforma, poiché si dovevano pagare gli elevati tributi a Napoleone. L'inizio del mandato di Hardenberg fu particolarmente caratterizzato da questo aspetto. Egli riuscì a evitare la bancarotta nazionale e a prevenire l'inflazione della valuta con l'aiuto di aumenti delle tasse e vendite di proprietà. Da questi gravi problemi finanziari nacque una riforma fiscale generale. L'obiettivo era quello di ottenere una standardizzazione delle imposte su tutto il territorio nazionale. Inoltre, la legislazione fiscale doveva essere semplificata istituendo poche imposte principali in sostituzione di numerose imposte individuali. Un altro aspetto era la parità di trattamento di tutti i cittadini nell'ambito della legislazione fiscale ed era di fatto orientato a contrastare i privilegi della nobiltà. Tuttavia, il progetto fu realizzato solo in parte.
Nel 1818 fu possibile introdurre a livello nazionale le imposte sui consumi, che prima si applicavano solo alle città, e limitarle a pochi beni tassabili. Inoltre, furono imposte tasse su alcuni beni di lusso. Nel settore commerciale fu introdotta un'imposta sul commercio progressivamente graduata in sostituzione dei numerosi prelievi precedenti. Tuttavia fallì un'imposta fondiaria che comprendesse anche la nobiltà. Ma almeno fu possibile introdurre le imposte sul reddito e sul patrimonio, ovviamente sulla base dell'autovalutazione.
Le proteste contro queste riforme portarono nel 1820 alla cosiddetta imposta di classe, una sorta di forma intermedia tra l'imposta legata alla persona e l'imposta sul reddito. Alle città rimase la possibilità di mantenere l'imposta sui pasti e sulla macellazione come tassa indiretta. Nel complesso, i risultati della politica fiscale rimasero contraddittori. Le imposte di consumo e di classe non gravavano affatto sulla nobiltà, come originariamente previsto, ma sui contribuenti più poveri.
Anche per questo motivo, si rese indispensabile l'armonizzazione. In Prussia con la legge doganale del 1818 tutti gli ostacoli commerciali interni erano caduti. All'estero veniva applicato un dazio protettivo moderato, ma per il traffico di transito venivano richiesti dazi elevati. Questo era un compromesso tra gli interessi dei grandi proprietari terrieri che sostenevano il libero commercio e quelli dell'industria, ancora debole, che chiedeva dazi protettivi. La legge doganale prussiana, applicata in modo coerente, si è dimostrata semplice ed efficace. Pertanto, questo sistema doganale è stato per circa un mezzo secolo o più, un esempio per il sistema doganale in generale nei territori tedeschi e è rimasto sostanzialmente in vigore fino all'Impero. Inoltre, la politica doganale prussiana è stata un fattore importante nella creazione dell'Unione Doganale Tedesca negli anni '30 del XIX secolo.

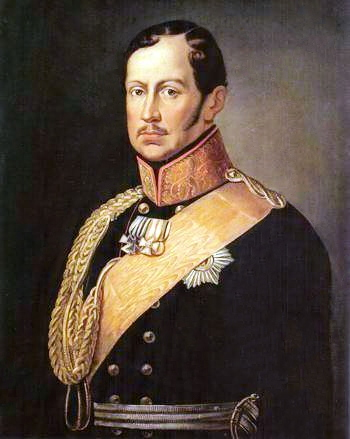
Federico Guglielmo III si sentì costretto a sostenere la politica di riforma a causa della crisi del Paese

## Riforme di politica sociale ed economica

### Le riforme agricole
La liberazione dei contadini fu un processo che in tutta Europa si svolse in fasi e modi diversi. Vari fattori giocarono un ruolo determinante: da un punto di vista etico, la servitù della gleba era diventata intollerabile già alla fine del XVIII secolo, mentre da un punto di vista economico cresceva il dubbio sull'efficacia dell'ordinamento agrario esistente. Pertanto, le vecchie strutture agrarie feudali e cooperatistiche furono sciolte. I contadini divennero personalmente liberi, ricevettero la piena proprietà della terra; i servizi e gli altri obblighi feudali furono aboliti.
Tuttavia, l'individualizzazione del terreno ha anche portato alla dissoluzione della Common land, ovvero l'uso comune di boschi e pascoli da parte dei villaggi. Già prima del 1806, in Prussia si erano avute riforme parziali in alcuni settori tra le quali la liberazione dei contadini sui possedimenti dei domini reali iniziata fin dal XVIII secolo, che però non poté essere completata fino al 1807.
Fino ad allora, la nobiltà terriera aveva resistito con successo a cambiamenti simili. Questa classe, la più potente del Paese, oppose una notevole resistenza alle misure di riforma introdotte dopo il 1806. Il governo dello stato dovette cedere per alcuni aspetti alle forze emergenti dell'alta nobiltà.
È il caso, ad esempio, della Gesindeordnung del 1810, che rappresentava un progresso per i servi rispetto all'Allgemeines Landrecht, ma era ancora una misura conservatrice e favorevole alla nobiltà se confrontata con la legislazione successiva. La resistenza della nobiltà fece sì che non tutti i diritti feudali fossero aboliti. I diritti di polizia e di corte furono controllati più strettamente dallo Stato, ma non furono completamente aboliti, così come i patronati ecclesiastici e scolastici, i diritti di caccia e i vantaggi fiscali. Inoltre, a differenza del Regno di Baviera, la nobiltà non era tenuta a fornire una prova umilianti del proprio status nobiliare. In questo senso, ci furono dei compromessi, ma per gli aspetti cruciali, l'opposizione della nobiltà non riuscì a bloccare i cambiamenti fondamentali.

#### Editto di ottobre del 1807
Fino al 1807, i contadini erano servi della gleba e la loro servitù aveva carattere ereditario e venivano gravati dall'obbligo di prestare servizi e pagare tasse. L'Editto di Ottobre del 9 ottobre 1807 segnò l'inizio della politica di riforme in Prussia, abolì tutte le precedenti barriere occupazionali, eliminò la servitù della gleba e liberò la circolazione delle merci. Da allora i contadini furono liberi. La loro libertà di movimento fu sancita anche dall'abolizione delle tasse di acquisto dei lotti e della servitù obbligatoria dei servi. L'editto recitava: "Con il giorno di San Martino 1810 cessa ogni dipendenza dai beni in tutti i nostri stati. Dopo il giorno di San Martino 1810, non ci sono altro che persone libere...". 
Strettamente connessi a tutto ciò vi era il diritto di acquistare liberamente la proprietà e la libertà di scelta di quale occupazione svolgere per tutti i cittadini prussiani. Ciò significava che i contadini potevano trasferirsi in città, i cittadini potevano acquistare proprietà terriere e i nobili, che in precedenza potevano svolgere solo attività adatte al loro status, potevano ora intraprendere le professioni tipiche della borghesia.
Con la libertà personale della popolazione rurale, venne meno anche il precedente obbligo di ottenere il consenso matrimoniale dal proprietario terriero. La libertà di sposarsi portò ad un aumento del tasso di natalità. Tuttavia, la riforma comportò anche gravi svantaggi per la popolazione rurale a causa delle modalità in cui fu attuata. La libera circolazione delle merci eliminò le precedenti restrizioni alla proprietà terriera dei contadini. Da quel momento i proprietari terrieri ebbero la facoltà di acquisire terre agricole anche se controllate dallo Stato. Inoltre, fu abolito l'obbligo dei proprietari terrieri di pagare l'alloggio in caso di invalidità o vecchiaia agli ex contadini loro servi. 

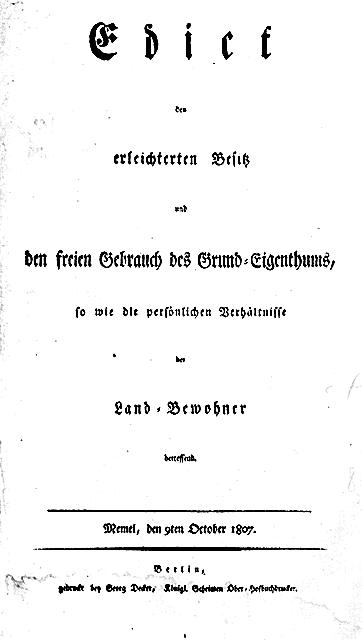
Frontespizio dell'Editto di ottobre del 1807

#### Editto regolatore del 1811
Dopo la liberazione personale dei contadini, il problema principale per i riformatori, divenne l'istituzione della piena proprietà della terra coltivata e l'abolizione degli obblighi di servizio feudali poiché ciò era possibile solo sotto forma di indennizzi secondo la concezione giuridica orientata alla Legge fondiaria generale. La necessità di legare la "rivoluzione dall'alto" alla legalità delle procedure rallentò le riforme.
La soluzione fu determinata dall'Editto regolatore del 14 settembre 1811, formulato essenzialmente da Christian Friedrich Scharnweber e con tutti i contadini divennero proprietari delle fattorie che coltivavano. In sostituzione di un riscatto in denaro, per lo più impossibile, i contadini furono obbligati a risarcire gli ex proprietari terrieri e a riscattare le fattorie. Se avevano il diritto di ereditare l'azienda agricola (il cosiddetto "miglior diritto di possesso"), i contadini dovevano cedere un terzo della terra ai precedenti proprietari, senza il diritto di ereditare nemmeno la metà. Erano possibili anche rimborsi con un terzo del valore del terreno come pagamento in contanti o pagamenti continuativi di un terzo della rendita annua totale. Alla fine, solo un gruppo relativamente piccolo di contadini, che comunque erano legalmente privilegiati, beneficiò del primo editto di regolamentazione
Nel secondo editto di regolamentazione del 29 maggio 1816, il riscatto fu inizialmente limitato alle aziende agricole più grandi. L'obiettivo dichiarato era quello di impedire l'emergere di proprietà che non rendevano abbastanza per sopravvivere. Le aziende agricole più piccole (quelle che non hanno l'obbligo di fornire il servizio di manutenzione) rimasero escluse escluse dall'allodazione.
Inoltre, l'editto, che fu notevolmente rivisto dall'Assemblea degli Stati, permise di garantire i possedimenti in Prussia nei decenni successivi.
Tuttavia, altri oneri associati alla servitù signorile, come la servitù coatta, le tasse per la licenza matrimoniale e simili, furono aboliti senza compenso. La situazione fu diversa per la corvée e per altri servizi tradizionali. Il loro valore fu determinato e i contadini dovevano pagarne a rate venticinque volte l'importo al proprietario terriero per liberarsi anche di questi obblighi. Il 7 giugno 1821, con la Legge sulla divisione comune (Gemeinheitsteilungsgesetz), venne stabilito il regolamento per la liquidazione delle proprietà fondiarie, che si diffuse nei territori della Nuova Prussia. Questa legge si basava sui modelli degli Stati della Confederazione del Reno o li considerava direttamente nei nuovi territori ottenuti.
Rispetto alla normativa della Confederazione degli Stati del Reno, l'indennizzo sotto forma di cessione di proprietà terriere aveva i suoi vantaggi poiché accelerava la procedura. Tuttavia, era anche associato a svantaggi per i contadini. I 12.000 possedimenti della sola Prussia aumentarono di un milione e mezzo di acri. Inoltre, gran parte dell'Allmende, ovvero le terre utilizzate fino ad allora da tutti i membri di un villaggio, cadde in possesso dei latifondisti. Solo il 14% di queste terre andò ai contadini. Di conseguenza, molti piccoli contadini persero la loro base di sussistenza e dovettero vendere la loro terra indebitata anche ai proprietari terrieri che in questo modo continuarono ad aumentare le loro proprietà, mentre gli ex contadini diventarono per lo più braccianti agricoli. Un certo equilibrio per i contadini fu offerto dall'utilizzo dei terreni incolti, ma ciò significava essere costretti a utilizzare terreni più poveri. Per gli interessi fiscali dello Stato, che erano alla base della politica contadina, le misure ebbero un grande successo. L'area utilizzata per l'agricoltura passò da 7,3 milioni a 12,46 milioni di ettari entro il 1848 e la produzione aumentò del 40%.
Ampie fasce di contadini non furono affatto coperte dalle riforme. Pertanto, i contadini che erano proprietari terrieri e non erano vincolati alle tenute rimasero inizialmente esclusi. Anche per i contadini non legati ai beni, lo stato di proprietà non era cambiato e persoro anche l'accesso alla terra comune. Tra i rimanenti contadini, solo quelli registrati in appositi registri a data anteriore potevano beneficiare della suddivisione della terra comune. Nel complesso, ciò portò molti piccoli agricoltori a essere ridotti al ruolo di braccianti agricoli. Inoltre, solo pochi contadini avevano il capitale necessario per partecipare al processo di acquisto a pagamento in denaro. Un'espansione delle riforme che interessò gran parte degli agricoltori avvenne solo con la legge sull'acquisto e la regolamentazione del 2 marzo 1850.
L'attuazione amministrativa delle riforme agrarie in Prussia, sulla riva destra del Reno, spettava alle Commissioni Generali, come autorità di nuova creazione. In particolare, il loro approccio alla divisione dei beni comuni provocò spesso la resistenza della popolazione rurale, soprattutto in Slesia.

#### Conseguenze sociali
Nelle aree a est dell'Elba, le riforme agricole ebbero notevoli conseguenze sociali. Innanzitutto, l'espansione delle terre padronali portò a un forte aumento del numero di famiglie padronali fino alla seconda metà del secolo. Il numero di aziende agricole è rimase più o meno lo stesso. La novità, tuttavia, fu l'emergere di un'ampia sottoclasse rurale. Il numero di braccianti agricoli (Instleute, Gesinde, Tagelöhner), i cui nomi variavano a seconda della regione e dei diritti, aumentò di due volte e mezzo. Il numero di piccoli proprietari, aumentò di tre o quattro volte. Molti erano dipendenti da un lavoro secondario o da un'altra attività.
Molti contadini non erano in grado di pagare la somma di indennizzo. In questo caso, dovevano cedere fino a metà della loro terra ai proprietari terrieri come compensazione, mentre il resto spesso non rendeva abbastanza, oppure dovevano indebitarsi pesantemente. Quando un nuovo decreto assegnò i beni comuni (la terra di un villaggio che poteva essere utilizzata da tutti) ai grandi agricoltori e ai proprietari terrieri come compensazione, molti piccoli agricoltori persero definitivamente i loro mezzi di sostentamento e dovettero lavorare come braccianti nelle grandi proprietà. Sebbene con questo editto i riformatori volessero principalmente garantire una maggiore libertà, il sottoproletariato rurale senza proprietà aumentò. Alla fine, a parte una ristretta classe media contadina, furono i grandi proprietari terrieri a trarre vantaggio dalla riforma e a poter aumentare le loro proprietà terriere.
Ernst Rudolf Huber ha descritto questa situazione come "una delle tragiche ironie della storia costituzionale tedesca. Qui si rivela l'antinomia interna del liberalismo borghese, che ha creato la libertà dell'individuo e della sua proprietà e allo stesso tempo, in virtù dell'autonomia della libertà di proprietà, ha innescato l'accumulo del potere immobiliare nelle mani di pochi individui.

### La riforma del commercio e le sue conseguenze sociali
Anche sulla base delle teorie di Adam Smith, i riformatori del settore agrario e di quello commerciale s'impegnarono a sciogliere tutti i vincoli individuali. Ciò richiedeva la rimozione di tutte le limitazioni riguardanti le aziende, ma anche di tutti i vincoli burocratici che condizionavano la vita economica sulla scia della tradizione del mercantilismo. Incentivare la libera concorrenza significava allo stesso tempo l'eliminazione di tutte le limitazioni alla concorrenza.
In questo senso, nel 1810 fu introdotta la libertà di commercio. L'avvio di un'attività commerciale dipendeva solo dall'acquisizione di una licenza commerciale. Tuttavia, ci furono alcune eccezioni, ad esempio per le professioni come medici, farmacisti e albergatori.
Ciò significò anche che le corporazioni come detentrici di monopoli e altri privilegi economici persero importanza: non furono sciolte ma l'iscrizione era ora volontaria.
Connesso a questo era la fine della supervisione dello Stato sull'economia che venne sostituito dal il diritto alla libera scelta professionale e alla libera concorrenza. La riforma commerciale eliminò le barriere all'attività economica e contribuì a far emergere nuovi impulsi commerciali. Da quel momento in poi non ci furono più differenze legali tra città e campagna per quanto riguardava le possibilità di attività commerciale. Un'eccezione rimase fino agli anni '60 del XIX secolo per l'estrazione mineraria.
Inizialmente pensata soprattutto per promuovere l'agricoltura, la libertà di commercio diventò una delle condizioni chiave per l'ascesa economica della Prussia nel settore industriale.
Uno degli iniziatori della riforma del commercio fu il politico e imprenditore berlinese Carl Friedrich Wilhelm Knoblauch che elaborò pareri e idee di esperti e li inviò a vom Stein perché li esaminasse.
Come la nobiltà, anche i cittadini resistettero alle riforme ma con scarso risultato. Le conseguenze immediate furono contraddittorie: nelle città, la concorrenza non corporativa fu inizialmente relativamente bassa; tuttavia, dopo un periodo di transizione, il numero di artigiani non organizzati in corporazioni iniziò ad aumentare in modo significativo.
Nelle campagne, invece, l'importanza dell'artigianato e di altri mestieri aumentò notevolmente.
A lungo termine, tuttavia, la libertà di commercio comportò anche dei problemi, infatti il numero di artigiani aumentò più della crescita del resto della popolazione. In una fase iniziale il numero di maestri artigiani aumentò ma, a causa della forte concorrenza, spesso guadagnavano poco e a volte vivevano al limite della povertà. Tra i mestieri in esubero nella Vormärz vi erano soprattutto sarti, calzolai, falegnami e tessitori. Come la crescita delle classi inferiori rurali, anche questo processo aggravò la questione sociale e fu una delle cause sociali della rivoluzione del 1848.
D'altra parte, in campagna, l'importanza dell'artigianato e degli altri commerci aumentò notevolmente.
Come la crescita della classe inferiore rurale, anche questo processo acuì la questione sociale e rappresentatò una delle cause sociali della rivoluzione del 1848.

### Editto di emancipazione
Secondo il progetto di Hardenberg, agli ebrei venivano riconosciuti gli stessi diritti e doveri civili degli altri cittadini; potevano acquistare beni immobili e avevano accesso agli uffici comunali e universitari. Fu garantita anche la libera pratica della religione ebraica e delle tradizioni culturali.
Tuttavia, a causa delle correzioni apportate da Federico Guglielmo III, l'editto prussiano conteneva limitazioni, a differenza di leggi simili nel Regno di Westfalia: gli ebrei non ebbero inizialmente accesso ai gradi di ufficiali, agli uffici giudiziari e amministrativi, ma erano soggetti al servizio militare obbligatorio.
Per ordine del gabinetto di Federico Guglielmo IV, nel dicembre 1841, gli ebrei furono esclusi in modo permanente dal servizio statale e militare.
Indipendentemente dalle correzioni del re, l'editto incontrò presto le critiche degli oppositori all'emancipazione. Nonostante le restrizioni, tuttavia rappresentò un passo importante verso l'emancipazione negli Stati tedeschi del XIX secolo. In quel periodo, la situazione giuridica degli ebrei fu significativamente migliore rispetto alla maggior parte delle regioni limitrofe a sud e a est. Ciò rese la Prussia attraente per l'immigrazione ebraica nei decenni a venire..

## Altre aspetti centrali della riforma

### Riforma dell'istruzione
Nella concezione dei riformatori le riforme nell'ambito dell'istruzione assunsero un ruolo fondamentale. Tutte le riforme prevedevano un nuovo tipo di cittadino in grado di agire in modo autonomo. Si era convinti che la nazione dovesse essere educata e istruita affinché la nuova società potesse funzionare. A differenza, ad esempio, delle riforme statali, che comprendevano ancora elementi di casta, le riforme educative si sono sempre opposte a qualsiasi forma di questo tipo di istruzione. Le riforme educative furono principalmente concepite da Wilhelm von Humboldt, che nel 1808 divenne responsabile del Dipartimento della Cultura e dell'Educazione (ancora facente parte del Ministero degli Interni). Analogamente a Stein che ricoprì questa carica solo per un anno, von Humboldt riuscì comunque in questo periodo a tracciare un percorso decisivo.
Egli era sostenitore di un ideale educativo neo-umanistico. A differenza della pedagogia utilitaristica dell'Illuminismo che voleva trasmettere conoscenze utili per la vita pratica, egli puntava su un'educazione umana generale e svincolata da finalità pratiche. Lo studio dell'antichità e delle lingue antiche avrebbe dovuto promuovere lo sviluppo mentale, morale, intellettuale ed estetico dell'uomo. Solo dopo questo, sarebbero state acquisite le conoscenze specialistiche necessarie per i vari mestieri. Sotto l'aspetto dell'educazione umana generale, l'interesse dello Stato per l'utilità pratica dei suoi cittadini era quindi secondario, ma non trascurato: "Ognuno è evidentemente solo un buon artigiano, commerciante, soldato e uomo d'affari se è in sé e senza riguardo per la sua professione specifica una buona, onesta, illuminata persona e cittadino del suo stato. Se l'istruzione scolastica gli dà ciò che è necessario per questo, poi acquisirà molto facilmente la competenza specifica del suo mestiere e manterrà sempre la libertà, come spesso accade nella vita, di passare da uno all'altro.".
A differenza di Humboldt, per il quale l'individuo era al centro del processo educativo, il repubblicano Johann Gottlieb Fichte si preoccupava soprattutto di un'educazione nazionale, dell'educazione dell'intero popolo ai fini dell'autoaffermazione nazionale di fronte alla dominazione napoleonica dell'epoca.
La varietà di istituzioni religiose, private, cittadine o corporative, c'era la scuola statale, suddivisa in scuola elementare, liceo e università. Lo Stato aveva il controllo su tutte le scuole, impose l'obbligo scolastico generale e piani di studio uniformi e sorvegliò il sistema di valutazione. Furono creati criteri di valutazione riconosciuti dallo Stato come requisito per entrare nel servizio pubblico: doveva essere basato sull'istruzione e sul rendimento, non più sull'origine e sul rango. Il rendimento delle scuole primarie fu migliorato grazie a una migliore retribuzione degli insegnanti e alla loro formazione in seminari di formazione per insegnanti. Da quel momento in poi, il ginnasio umanistico di nuova concezione fu responsabile dell'istruzione superiore. Il conseguimento del diploma dava diritto agli studenti di studiare all'università. Inoltre, sono state istituite scuole secondarie e sono continuate ad esistere alcune scuole per cadetti. Inoltre, sono sorsero le scuole tecniche, e furono mantenute alcune scuole militari. Nonostante l'accresciuta influenza statale, l'ispezione scolastica rimase di competenza dei religiosi.
La varietà di vecchie istituzioni ecclesiastiche, private, comunali o aziendali era ora sostituita dalla scuola statale, suddivisa in scuole primarie, ginnasio e università. Lo Stato supervisionava tutte le scuole, applicava rigorosamente l'istruzione obbligatoria e l'uniformità dei programmi di studio e controllava il sistema di esami. Vennero creati criteri di rendimento riconosciuti dallo Stato come prerequisito per l'ingresso nel servizio civile: l'istruzione e il rendimento dovevano essere ciò che contava, non più l'origine e la classe.
Il rendimento delle scuole primarie è stato migliorato grazie a una migliore retribuzione degli insegnanti e alla loro formazione in seminari di formazione per insegnanti. Da quel momento in poi, il ginnasio umanistico di nuova concezione fu responsabile dell'istruzione superiore. Il successo del diploma dava diritto agli studenti di studiare all'università. Inoltre, sono state istituite scuole secondarie e sono continuate ad esistere alcune scuole per cadetti. Nonostante l'accresciuta influenza dello Stato, l'ispezione delle scuole rimase di competenza del clero.
Il coronamento dell'educazione humboldtiana fu l'università riformata. Qui si applicava l'ideale della libertà di ricerca e di insegnamento e la ricerca aveva una posizione prioritaria. Gli studenti dovevano imparare imparare a essere indipendenti e a lavorare scientificamente attraverso la partecipazione alla ricerca La fondazione e il progetto dell'Università di Berlino servirono da modello. Per garantire alle università un posto stabile nella società, lo Stato si assunse tutti i costi sostenuti e le responsabilità connesse acquisendo così un'influenza sempre maggiore.
In pratica, la riforma educativa mirata all'emancipazione civica e alle pari opportunità non portò ai risultati sperati dopo la partenza di Humboldt. L'implementazione unilaterale e la formalizzazione dell'ideale educativo filologico, associate all'ascesa delle tendenze restauratrici, ebbe un effetto negativo sulle classi sociali più basse. Anche la lunga durata del percorso formativo iassociata ai considerevoli costi, ebbe un effetto negativo. Tuttavia, Tuttavia, in certa misura, attraverso l'istruzione, ci fu successivamente un miglioramento sociale. 

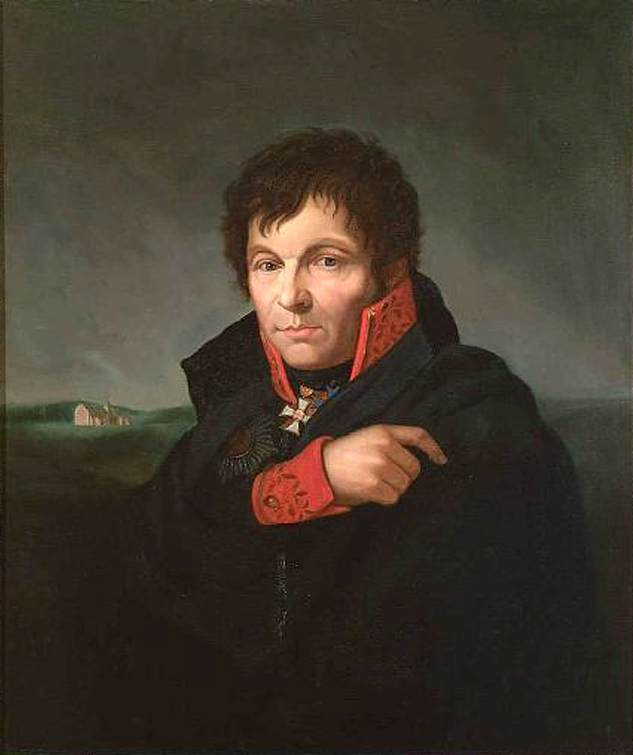
Gerhard von Scharnhorst

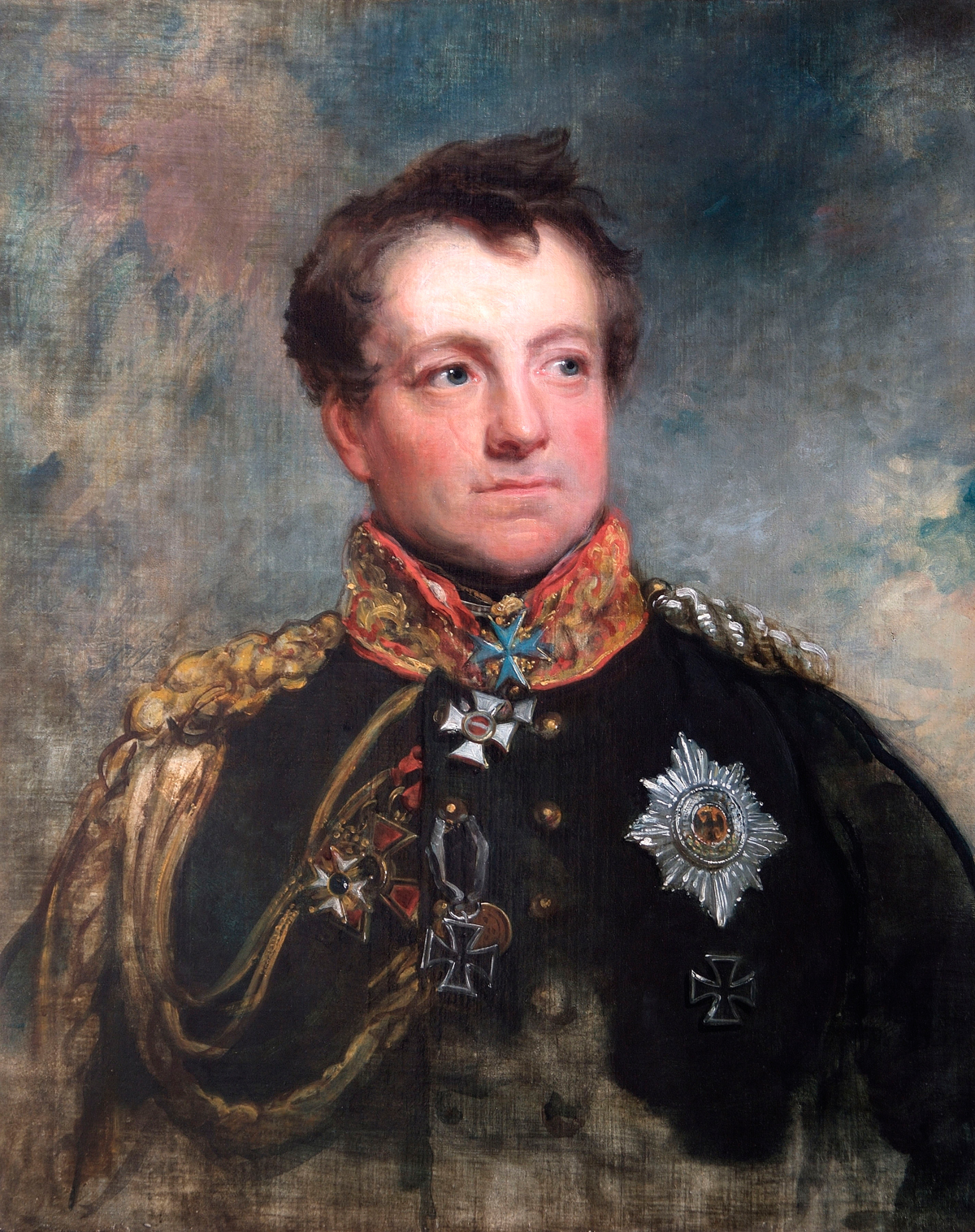
August Neidhardt von Gneisenau

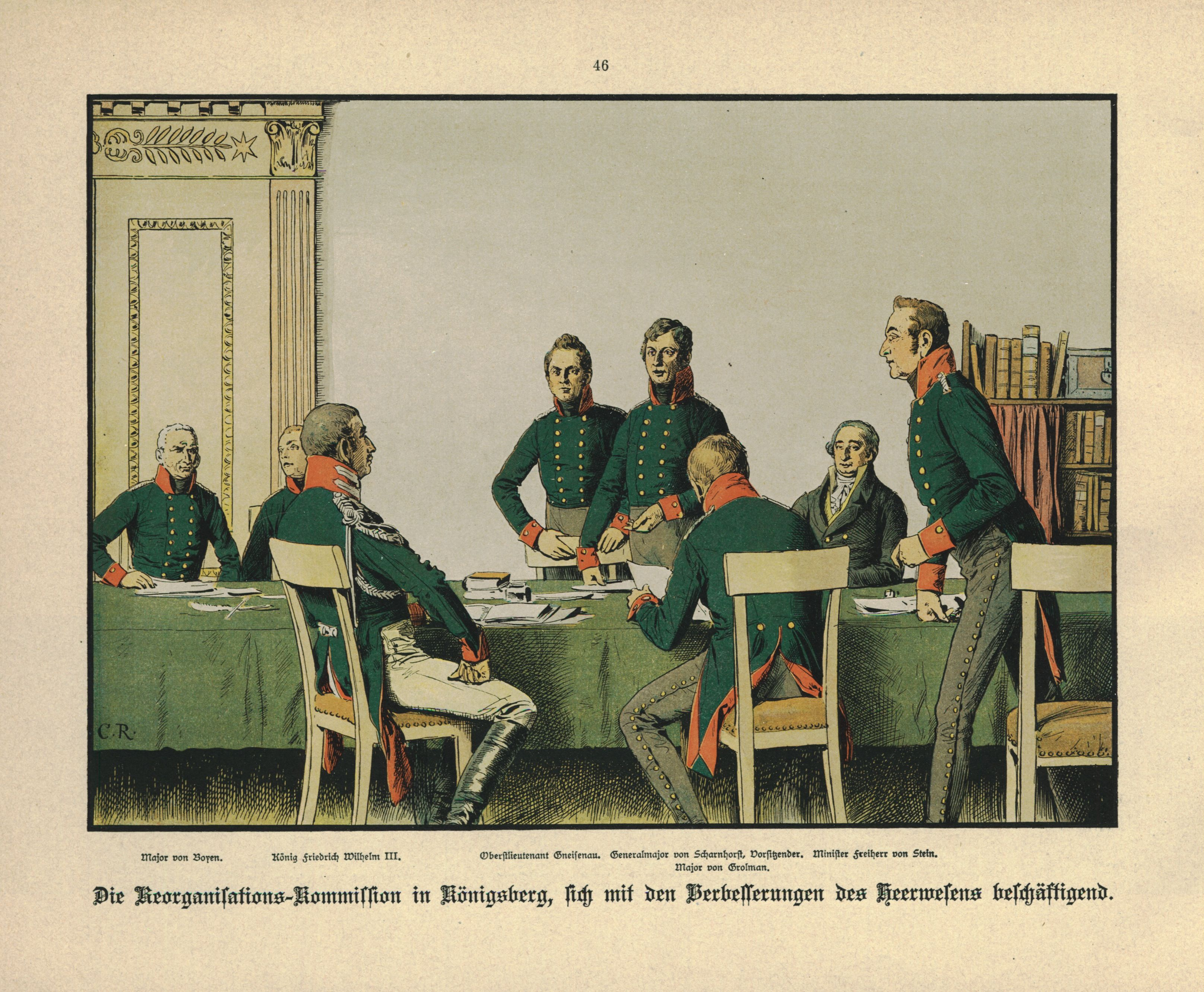
Commissione per la riorganizzazione militare, Königsberg 1807

### Riforma dell'esercito
A differenza degli Stati della Confederazione del Reno, la politica di riforma fu fin dall'inizio chiaramente rivolta contro la supremazia francese, le riforme militari ebbero un'importanza molto maggiore rispetto agli Stati riformatori della Germania meridionale. All'interno dell'esercito prussiano, dopo la devastante sconfitta nella battaglia di Jena e Auerstedt del 14 ottobre 1806, emerse un gruppo di ufficiali che premeva per un cambiamento.
Dopo la pace di Tilsit, la Commissione per la riorganizzazione militare, nominata dal re Federico Guglielmo III, si prefisse l'obiettivo di creare un nuovo e forte esercito che corrispondesse, per struttura e carattere, alle mutate esigenze dell'epoca.
La Commissione di riorganizzazione militare era composta da: il generale maggiore Gerhard von Scharnhorst (Presidente della Commissione), il tenente colonnello August Neidhardt von Gneisenau, il maggiore Hermann von Boyen, il maggiore Karl von Grolman e il capitano di stato maggiore Carl von Clausewitz.
Scharnhorst fu inoltre nominato capo del dipartimento bellico (Ministero della Guerra) e capo dello stato maggiore generale. In stretta collaborazione con i ministri Karl vom e zum Stein e Karl August von Hardenberg, che avevano avviato le riforme politiche, Scharnhorst riuscì a convincere il re che era restio alle necessità dei cambiamenti.
Le esperienze del 1806 avevano mostrato che l'organizzazione dell'esercito prussiano non era più in grado di contrastare i francesi; era troppo rigida rispetto alla tattica dei tiratori francesi e gli ufficiali trattavano i soldati come oggetti privi di volontà, che in caso di trasgressioni erano soggetti a severe punizioni. Di contro c'era l'esercito francese composto da cittadini e obbligati alla leva. Un aspetto delle riforme era quello di eliminare le barriere tra esercito e società, in modo da poter costruire l'esercito sul patriottismo dei cittadini. Pertanto, si iniziò ad elevare la dignità e la posizione dei soldati semplici, adattando le leggi militari al diritto civile. Il sistema punitivo crudele, e in particolare la punizione corporale, furono in gran parte aboliti. L'ufficialato fu riformato e un numero considerevole di ufficiali fu licenziato e fu abolito il privilegio nobiliare; di conseguenza la carriera militare era in pratica aperta ai borghesi.
In particolare, questo incontrò un notevole dissenso dell'alta nobiltà, come ad esempio Ludwig Yorck von Wartenburg. In pratica tuttavia, emerse presto, considerato che attraverso una sorta di diritto di cooptazione degli ufficiali che di solito preferivano i sottufficiali nobili, l'influenza borghese è rimasta scarsa.

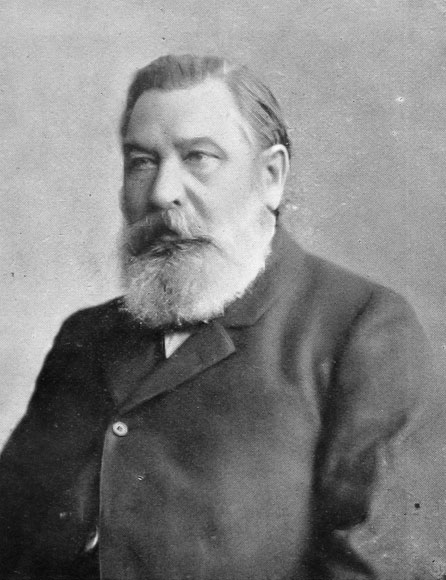
Heinrich von Treitschke ha influenzato notevolmente la valutazione positiva delle riforme prussiane nel XIX secolo, continuando a farlo anche nel XX secolo.

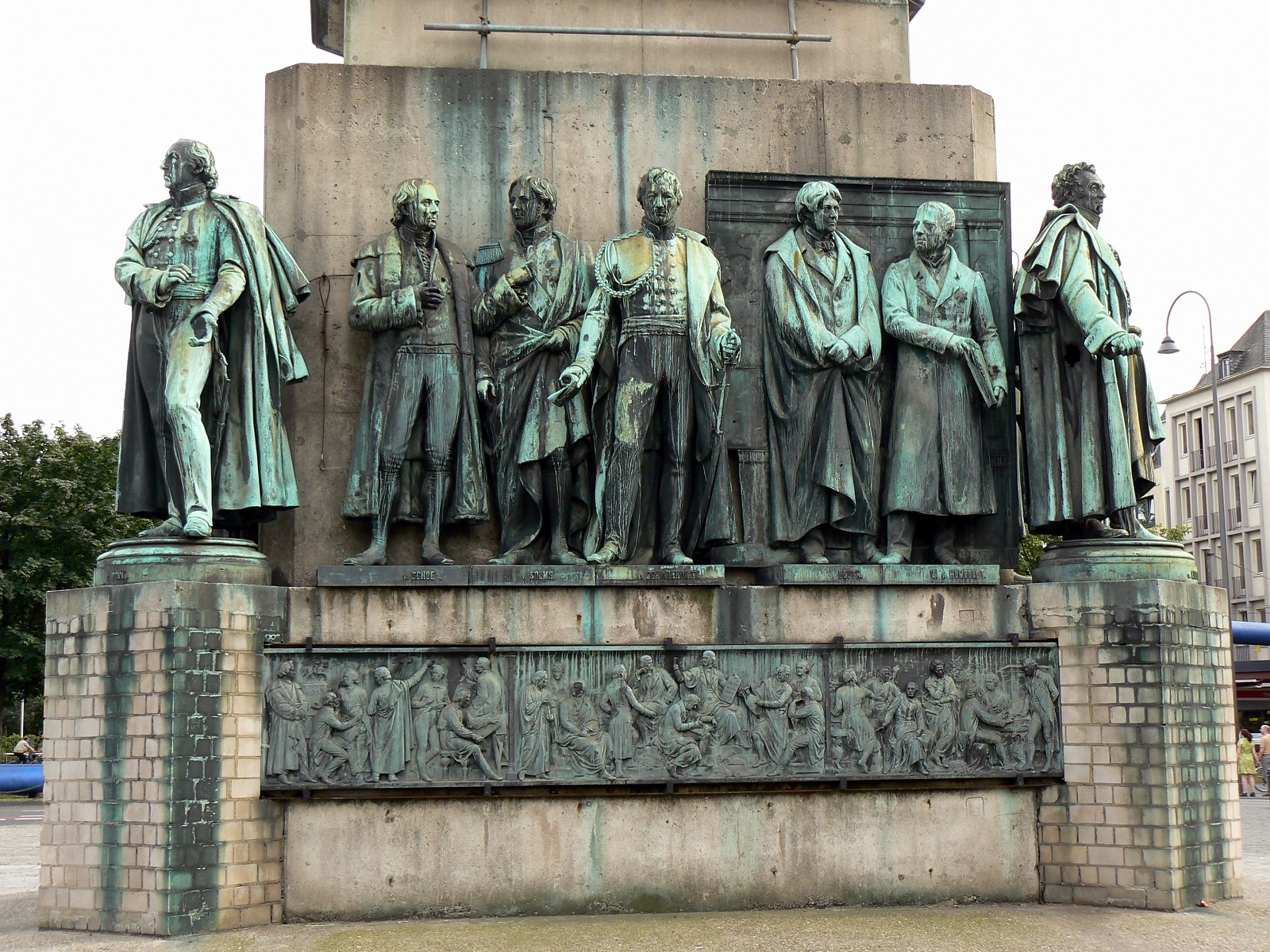
Il monumento celebra il contributo dei riformatori alla modernizzazione e al progresso della Prussia nel XIX secolo. Colonia, Hauptmarkt

All'interno del corpo degli ufficiali, per quanto riguardava i gradi superiori, l'avanzamento non sarebbe stato più determinato dall'anzianità di servizio, ma dalle prestazioni. L'Accademia di Guerra Prussiana fu fondata per formare gli ufficiali superiori. La riforma militare prussiana portò a una significativa modernizzazione delle forze armate prussiane e preparò la base per la vittoriosa guerra contro l'Austria nel 1866 e la successiva fondazione dell'Impero tedesco nel 1871.
All'interno del corpo degli ufficiali, non era più l'anzianità a determinare la promozione ma il rendimento. L'Accademia di guerra prussiana doveva garantire una migliore formazione degli ufficiali. Nella sfera militare più ristretta, le unità di cacciatori e fucilieri furono formate sul modello francese. Come per l'amministrazione civile, anche l'organizzazione militare fu snellita. Nel 1809 il Ministero della Guerra con lo Stato Maggiore prese il posto di una moltitudine di autorità superiori.
La riforma centrale fu l'introduzione della leva universale. L'obiettivo era quello di abolire le disuguaglianze del sistema di leva precedentemente in vigore e le differenze tra le classi sociali. Sebbene fossero stati fatti dei piani per aggirare la limitazione della consistenza delle truppe a 42.000 uomini prevista dalla Pace di Tilsit con il sistema dei Krümpers, in un primo momento la coscrizione non fu attuata. Il re esitò e ci fu resistenza da parte della nobiltà e del corpo degli ufficiali. Anche le classi medie rimasero scettiche. Solo con l'inizio delle guerre di liberazione, nel 1813, i riformatori riuscirono a imporre il servizio militare obbligatorio. Solo nel 1814, tuttavia, la coscrizione fu definitivamente sancita da una legge generale sul servizio militare. Oltre alle truppe di linea, la Landwehr fu istituita anche per la difesa interna e come forza di riserva. La Landwehr era organizzativamente indipendente, con unità e ufficiali propri. I comitati dei distretti organizzavano questa forza, in cui i popolani potevano salire al rango di ufficiali. Qui, l'idea dei riformatori di unire il popolo e l'esercito sembrava più vicina alla realizzazione.

## Le riforme nella storiografia
Nella storiografia della fine del XIX secolo, le riforme prussiane e la "rivoluzione dall'alto" sono state considerate da Heinrich von Treitschke come il diretto antecedente della fondazione del piccolo Stato nazionale tedesco. Secondo Friedrich Meinecke, le riforme furono fondamentali anche per gli sviluppi successivi. Per molto tempo l'epoca delle riforme è stata scritta seguendo Leopold von Ranke, soprattutto in termini di gesta e destini di "grandi uomini" e lo testimoniano numerose opere biografiche sui protagonisti della riforma.
Ad esempio, Hans Delbrück ha scritto su Gneisenau e Meinecke su Boyen.
All'inizio, l'attenzione si concentrava principalmente sulle riforme militari, ma con la biografia di Max Lehmann si è iniziata a studiare la persona e l'opera di Stein. Hardenberg, d'altra parte, ha attirato relativamente poca attenzione tra gli storici. Nonostante le evidenti differenze tra i principali protagonisti, la maggior parte degli studiosi ha visto una continuità fondamentale negli approcci e ha mantenuto l'unità delle riforme Stein-Hardenberg.
Alcuni autori, come Otto Hintze, hanno evidenziato i tentativi di riforma già presenti prima del 1806, come l'Allgemeine Landrecht e altre misure. Una simile linea di continuità confermerebbe la tesi dei riformatori delle riforme organiche all'interno dell'ordine esistente. Thomas Nipperdey ha sintetizzato il dibattito nel senso che ci sono stati tentativi di riforma prima del crollo del 1806 ma mancava l'energia per attuarli e una coesione interna dei progetti. In relazione alle riforme agrarie, le opere di Georg Friedrich Knapp hanno scatenato una controversia scientifica alla fine del XIX secolo. Knapp ha criticato la politica di riforma che alla fine soddisfaceva gli interessi dell'alta nobiltà e non quelli dei contadini. Anche l'influenza economica liberale di Adam Smith è stata considerata responsabile di alcuni problemi. Tuttavia, la ricerca del secolo scorso ha dimostrato che la critica generale non può essere mantenuta. In ogni caso, il numero di coltivatori è aumentato, anche se la maggior parte di essi si trovavano su terreni peggiori da poco bonificati.
Oggi, il successo delle riforme commerciali viene giudicato in modo altrettanto differenziato. Non furono la causa diretta dei disagi e della miseria degli artigiani, poiché la legislazione alla fine ebbe poca influenza sullo sviluppo. Barbara Vogel ha cercato di cogliere una concezione generale degli approcci alla riforma agraria e commerciale, descrivendola come una "strategia di modernizzazione burocratica".
Per quanto riguarda lo sviluppo industriale, si sta affermando la valutazione che, sebbene la politica di riforma fosse principalmente finalizzata a promuovere il commercio rurale nella "Vecchia Prussia", essa abbia in ultima analisi facilitato l'esplosione della rivoluzione industriale.
Reinhart Koselleck ha tentato un'interpretazione complessiva della politica di riforma con una prospettiva sulla rivoluzione del 1848 nel suo libro "Preußen zwischen Reform und Revolution". Egli ha distinto tre sottoprocessi. Secondo Koselleck, la Legge fondiaria generale rappresentava già una reazione ai problemi sociali, ma conservava ancora elementi del latifondo. Koselleck considera l'emergere di uno Stato amministrativo durante il periodo delle riforme e l'espansione delle autorità tra il 1815 e il 1825 come una conquista costituzionale preliminare. Nei decenni successivi, tuttavia, il movimento sociale e politico sfuggì ai controlli burocratici. Dopo la fine del periodo di riforma, si spezzò l'accordo tra la funzione pubblica superiore e la borghesia istruita non dipendente. Almeno durante il periodo delle riforme, sostiene Koselleck, la burocrazia rappresentava in una certa misura l'interesse generale prevalente sugli interessi individuali. La mancata introduzione di una rappresentanza nazionale è stata di conseguenza determinata dal timore che la politica di riforma venisse bloccata dagli interessi particolari riuniti.
Da qualche tempo a questa parte, prima da Hans Rosenberg e poi da esponenti di Scienze storiche sociali, la fine dello sviluppo costituzionale in Prussia è stata ritenuta in parte responsabile del fallimento della democratizzazione in Prussia e, in ultima analisi, del cosiddetto Sonderweg tedesco. Hans-Jürgen Puhle considerava addirittura l'ordine prussiano "programmato per una scomparsa a lungo termine".
Altri ricercatori più orientati alla storia, come Thomas Nipperdey, hanno sottolineato la frequente discrepanza tra le intenzioni di chi ha agito e le conseguenze non volute che ne sono derivate.
Negli ultimi decenni, le riforme prussiane tra il 1807 e il 1815 hanno perso un po' della loro posizione centrale nell'interpretazione storica del XIX secolo. Ciò è stato dovuto al fatto che le riforme degli stati della Confederazione del Reno nel sud della Germania, sono state considerate uguali da molti storici. In questo contesto, va notato che le regioni dinamiche di Prussia in termini di sviluppo industriale e sociale appartenevano direttamente o indirettamente al potere francese fino alla fine del dominio napoleonico.